# Roger Palmgren
Roger Palmgren, född 11 mars 1963 i Stockholm, är en svensk fotbollstränare och -ledare.
Han inledde sin karriär som tränare 1990, då han fick förtroendet att leda nybildade FC Café Opera. Han har i Sverige även tränat Degerfors IF och Vasalund.
Palmgren har arbetat med fotboll i ett flertal afrikanska länder. Hans första uppdrag i Afrika var som förbundskapten för Sierra Leones herrlandslag mellan 1994 och 1996. Han har därtill varit ansvarig för Kongo-Kinshasas, Rwandas och Namibias landslag. Det sista uppdraget lämnade han efter endast en match som förbundskapten.
Palmgren är vän med Sven-Göran Eriksson och har vid flera tillfällen jobbat med såväl honom som med Erikssons son Johan.